# Дитрих I (граф Клеве)
Дитрих II (Dietrich II.) — предполагаемый граф Клеве в 1076—1091. Его существование не подтверждается достоверными историческими источниками. Нумеруется вторым, так как первым Дитрихом считается убитый в 1017 г. Дитрих, последний граф Хамаланда.
Упоминается в датированном 1082 годом документе, позднее признанном фальшивым.
Первый достоверно известный граф Клеве по имени Дитрих упоминается в 1092, 1093, 1096 и 1118 годах. Из-за неопределённости с именами предшественников он нумеруется как Дитрих I/III.